# Karačev
Karačev è una città della Russia europea sudoccidentale (Oblast' di Brjansk), situata sul versante orientale del Rialto centrale russo, sul fiume Snežet', 46 km a oriente del capoluogo Brjansk; dipende amministrativamente dal distretto omonimo, del quale è il capoluogo.

## Geografia fisica

### Clima
La città di Karačev ha un clima continentale freddo.

## Società

### Evoluzione demografica
Fonte: mojgorod.ru
- 1897: 15 600
- 1926: 11 900
- 1939: 17 900
- 1959: 11 200
- 1979: 19 700
- 1989: 22 400
- 2002: 20 175
- 2010: 19 715
- 2019: 17 466